# Cornelis Calkoen (1696-1764)

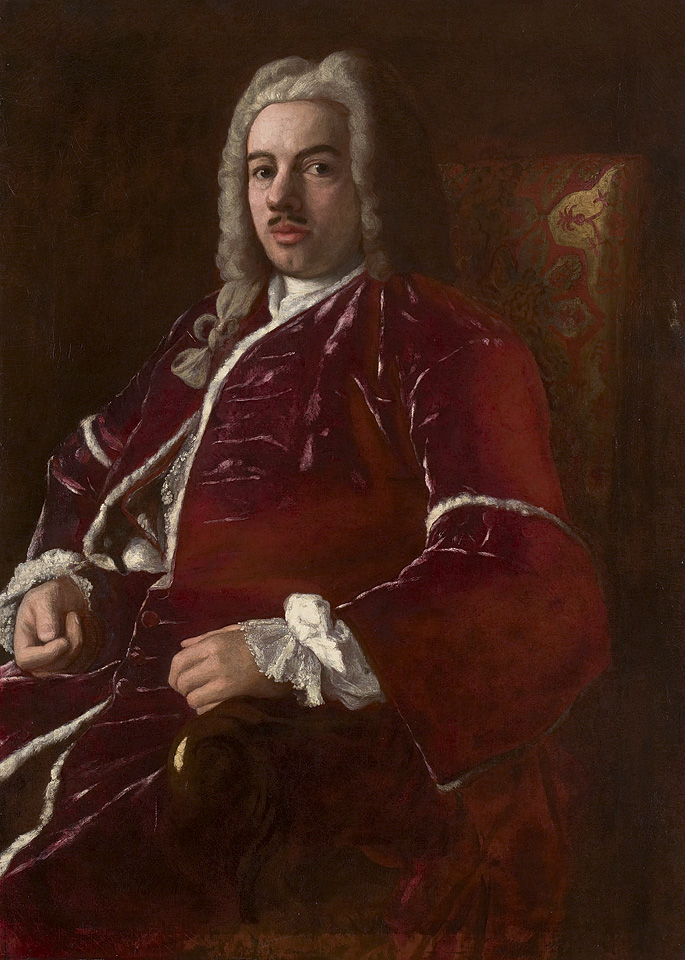
Cornelis Calkoen

Cornelis Calkoen (gedoopt in Amsterdam 23 mei 1696 - Den Haag 3 maart 1764) was een Nederlands diplomaat. Cornelis Calkoen is bekend vanwege zijn mecenaat van de Franse schilder Jean-Baptiste Vanmour.
Cornelis werd geboren in Amsterdam als zoon van Nicolaes Cornelisz. Calkoen (1664-1738) en Agatha van Loon (1664-1699), beide afkomstig uit regentenfamilies. Zijn vader was onder andere koopman op Frankrijk, Italië en de Levant en maakte deel uit van de vroedschap van Amsterdam.
Na een rechtenstudie in Leiden en een positie als schout in Amstelveen (1719-1726) werd Cornelis in 1727 voor de republiek benoemd tot gezant in het Ottomaanse Rijk.
Voor deze taak werd hij betaald door de Staten Generaal en de Directie van de Levantse handel en de Navigatie op de Middellandse Zee, waarin ook familieleden zitting hadden.
De reis die Cornelis naar Constantinopel maakte duurde ruim zeven maanden, Calkoen zal ook andere steden een bezoek hebben aangedaan.
Volgens protocol bood Calkoen op 14 september 1727 in het Topkapi-paleis zijn geloofsbrieven aan de sultan Ahmed III, het hoofd van het Ottomaanse Rijk. Deze bijzondere ceremonie liet hij in drie schilderijen vastleggen door Vanmour, die deel uitmaakte van zijn gevolg.

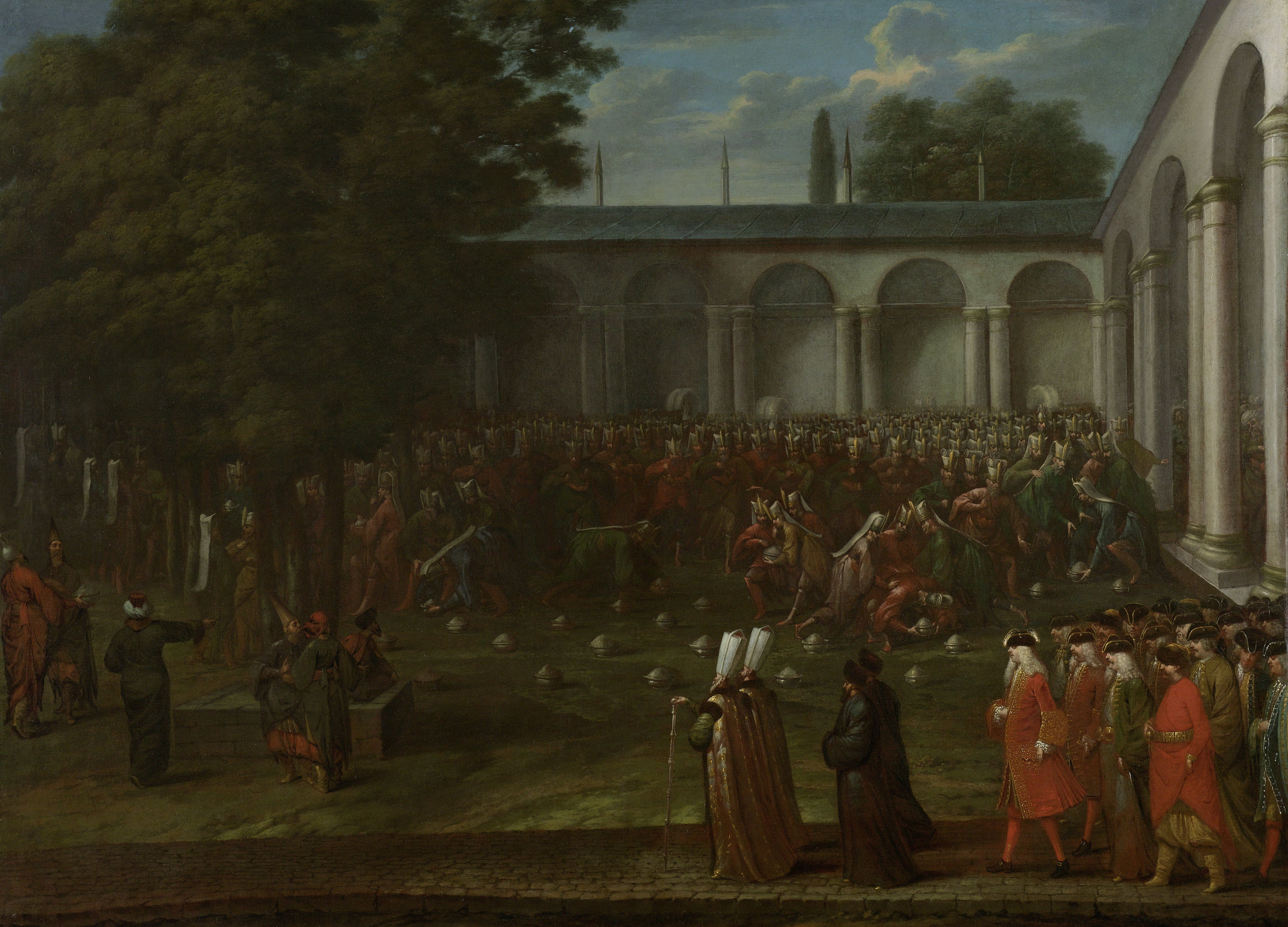
Cornelis Calkoen aan het hof van de Sultan door Jean-Baptiste Vanmour

Calkoen onderhield goede contacten met het Ottomaanse hof en speelde in 1737 een rol bij de vredesonderhandelingen tussen de sultan en tsarina Anna I van Rusland. In 1744 verliet Cornelis Calkoen Constantinopel omdat hij tot gezant in Frankrijk werd benoemd. Deze benoeming werd echter niet uitgevoerd, omdat hij voor een tijdelijke missie naar Dresden in Saksen vertrok. De keurvorst van Saksen was tevens koning van Polen, en in 1753 kreeg Calkoen de opdracht om protest bij hem aan te tekenen tegen de pogroms in Polen. Daar hadden de Amsterdamse parnassim (bestuursleden van de Portugees-Israëlitische Synagoge) de Staten-Generaal om gevraagd.
Het beviel Calkoen uitstekend in Dresden en hij werd benoemd tot ambassadeur aan het hof van de koning August III van Polen, keurvorst van Saksen. Calkoen bleef tot het jaar 1761. In 1763 werd Cornelis opnieuw benoemd in het Ottomaanse Rijk. Vlak voor zijn vertrek naar Constantinopel overleed Cornelis op 67-jarige leeftijd. Calkoen was - naar verluidt - zo dik dat zijn mouw de wijdte van een rok had. In zijn testament had de ongehuwde en kinderloze Calkoen bepaald dat zijn collectie schilderijen voor altijd bij elkaar moest blijven. Via de stad Amsterdam kwam de collectie uiteindelijk bij het Rijksmuseum terecht.
In Istanboel had Calkoen een liefdesrelatie met een vrouw bijgenaamd Beyaz Gül, “Witte Roos” (haar echte naam is onbekend). Een voornemen om te trouwen werd nooit uitgevoerd, en volgens de overlevering stierf zij van verdriet na vele jaren vergeefs wachten op haar geliefde. Bij het Palais de Hollande in Istanboel - de toenmalige residentie van Calkoen en het huidige Nederlandse Consulaat-Generaal - zijn een beeldje van Beyaz Gül, een gedenkplaat en een kunstwerk door Titia Ex geplaatst.
- Gemeinsame Normdatei: 12851521X
- International Standard Name Identifier: 0000 0000 3974 9925
- Library of Congress Control Number: no97079928
- Nationale Bibliotheek van Israël: 987007425828105171
- Nederlandse Thesaurus van Auteursnamen: 070371059
- RKD-Nederlands Instituut voor Kunstgeschiedenis: 439858
- Système universitaire de documentation: 123019990
- Virtual International Authority File: 95148995902259751230
- WorldCat: E39PBJdMfWY9Mv6vdcrCDPtFrq